# Tomba delle Olimpiadi

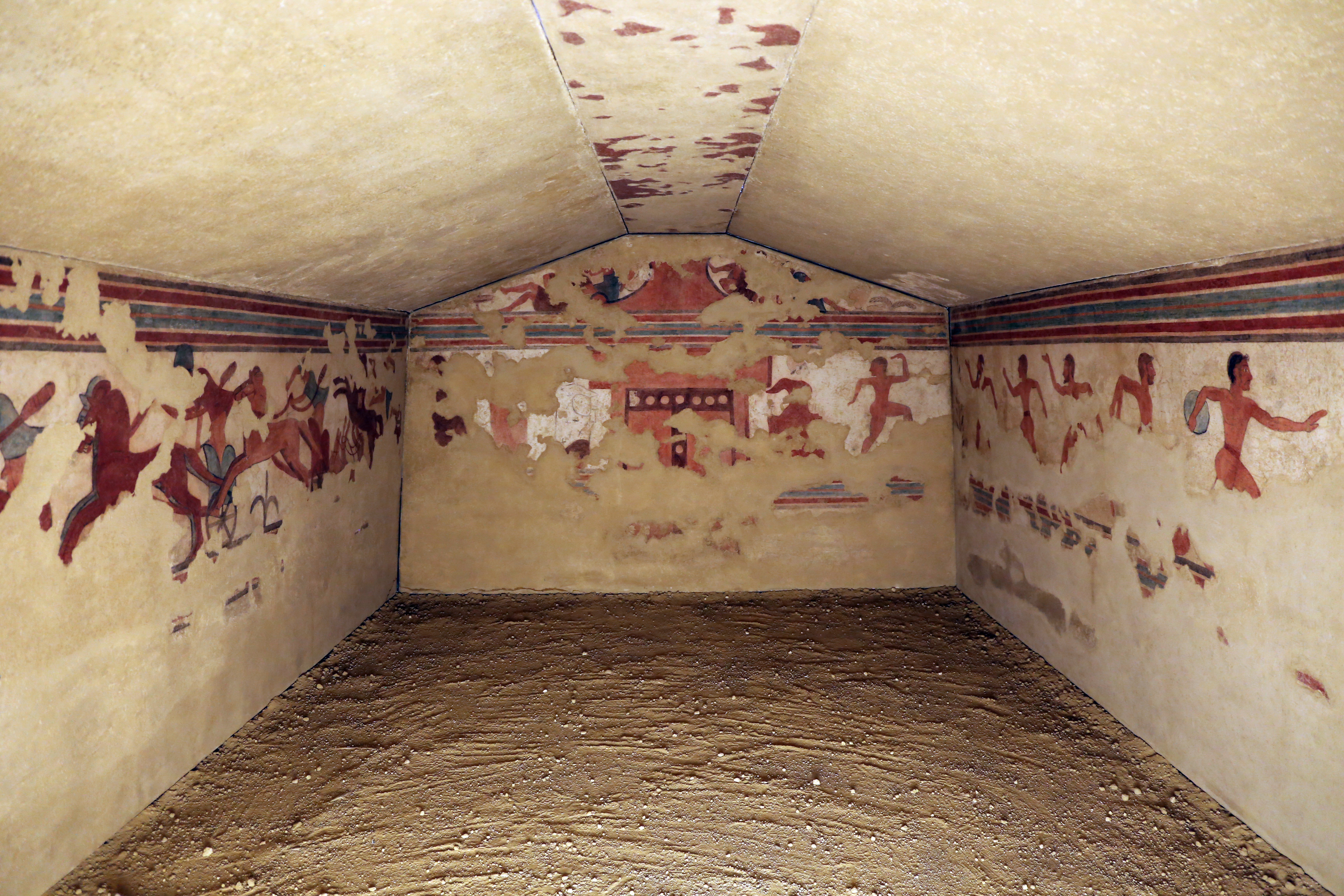
Blick in die Grabkammer

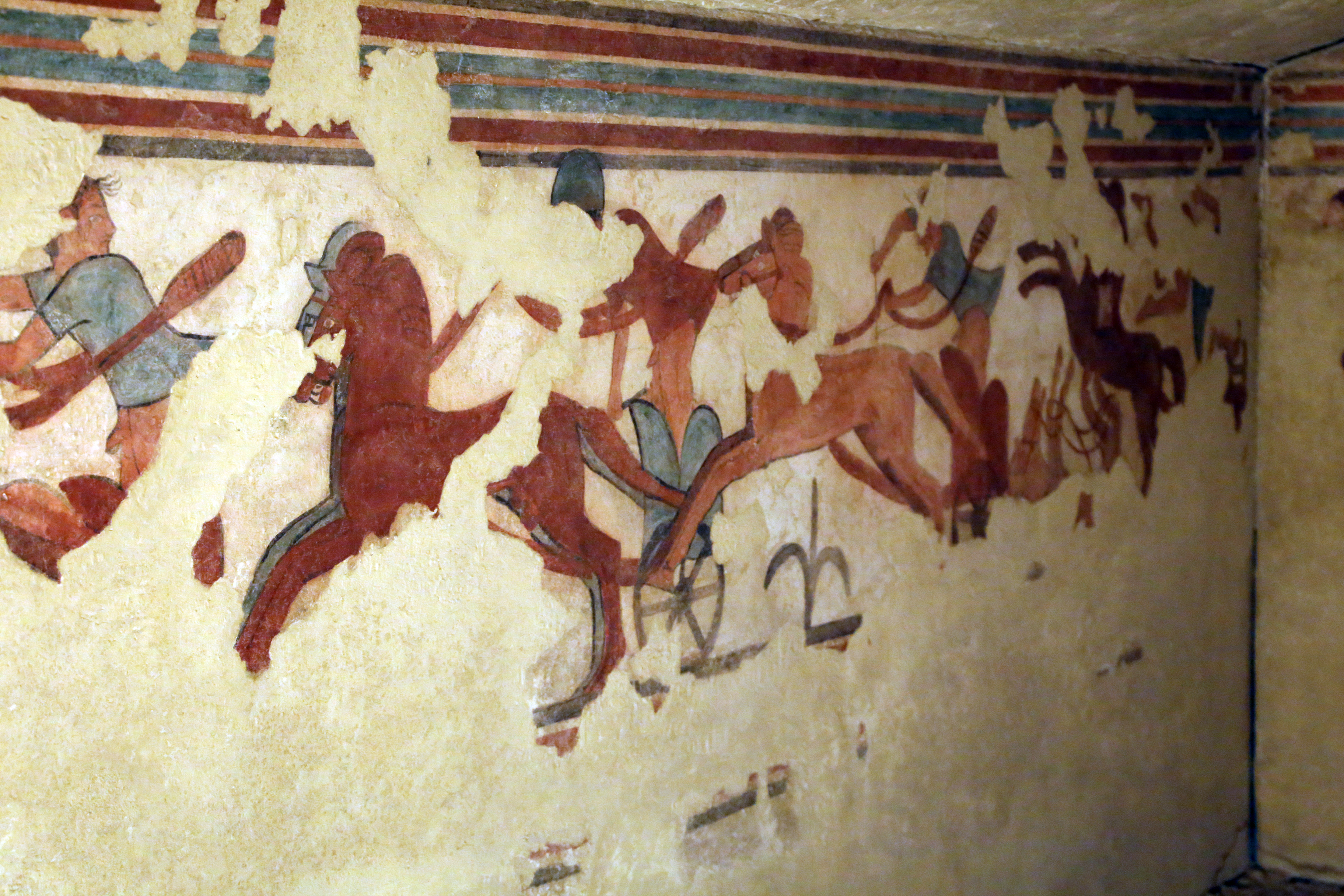
Die linke Wand mit einem Wagenrennen

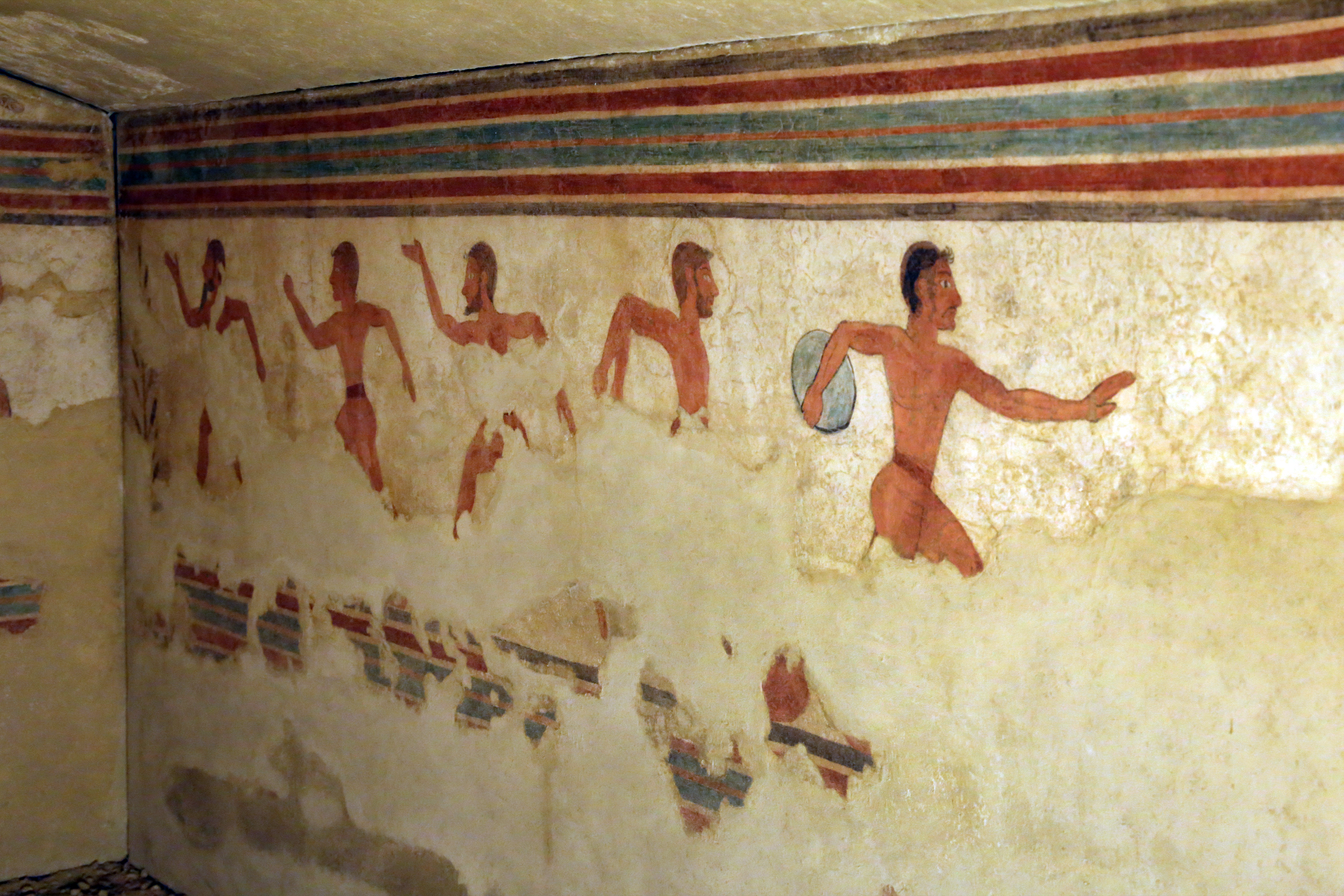
Die rechte Wand mit Athleten

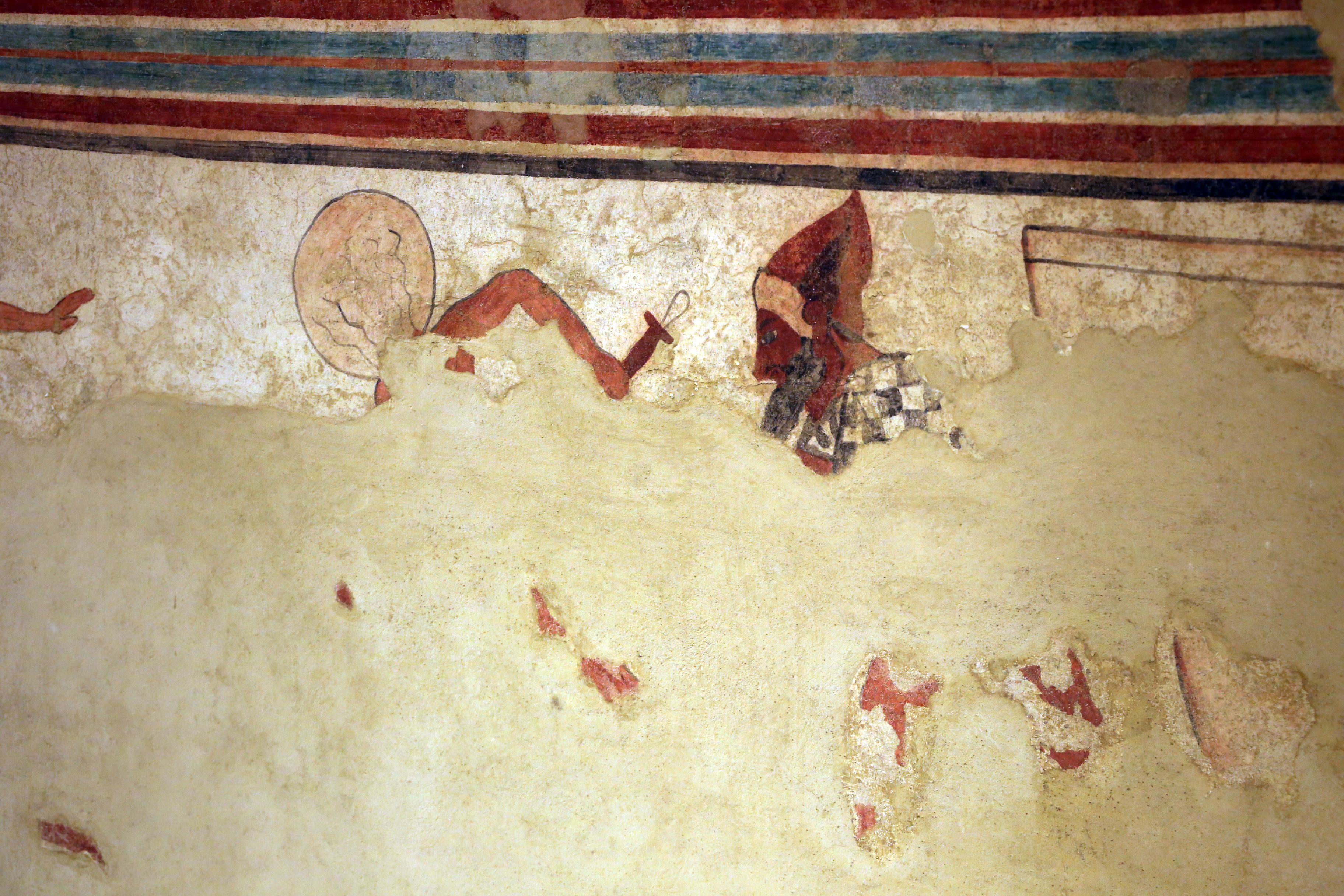
Der Phersu

Die Tomba delle Olimpiadi (deutsch „Grab der Olympischen Spiele“) ist ein ausgemaltes etruskisches Grab in der Monterozzi-Nekropole von Tarquinia in Mittelitalien. Es wurde am 26. März 1958 beraubt aufgefunden und enthielt nur noch einige Keramik aus dem ersten Jahrhundert v. Chr. Da das Grab im Vorfeld der Olympischen Spiele in Rom entdeckt wurde und darin vor allem Athleten dargestellt sind, erhielt es daher seinen Namen. Die aus einem voll ausgemalten Raum bestehende Grabanlage datiert ins ausgehende sechste Jahrhundert v. Chr. Die Wandmalereien zählen zu den Höhepunkten etruskischer Malerei. Die Fresken sind aber zum Teil schlecht erhalten und wurden deshalb 1958 von der Wand genommen und ins Archäologische Nationalmuseum von Tarquinia gebracht, wo sie heute zu sehen sind.
Die Grabkammer (mit einem Umfang von 5,35 × 3,65 × 1,75 Metern) hat geböschte Wände mit einem Giebeldach.

## Rückwand
Auf der Rückwand des Grabes ist eine Scheintür dargestellt. Rechts davon sieht man eine reich gekleidete Frau, neben ihr einen nackten Tänzer. Links von der Tür waren einst drei Figuren gemalt. Sie sind jedoch nur sehr schlecht erhalten. Auf dem Giebel dieser Wand sieht man einen roten Stützpfeiler, dessen unterer Teil mit Voluten dekoriert ist. Auf beiden Seiten des Pfeilers liegen jeweils zwei Männer. An den Außenseiten sind diverse Gefäße gemalt.

## Eingangswand
Auf der linken Seite findet sich ein auf dem Bauch liegender Zecher, neben dem sich drei Mäuse befinden.

## Linke Wand
Die ganze linke Wand der Grabkammer wird zum großen Teil von einem Wagenrennen eingenommen. Ganz links ist ein hoher, roter Pfahl dargestellt. Es handelt sich wahrscheinlich um die meta, das Ziel oder den Wendepunkt. Links davon sind zwei nur schlecht erhaltene Boxer abgebildet. Rechts davon sieht man den Wagen des Siegers. Letzterer schaut zurück, um zu sehen, wer ihm folgt. Die Pferde sind nur schlecht erhalten. Dahinter sind drei weitere Wagen abgebildet. Der letzte Wagen hat einen Unfall. Ein Pferd liegt auf dem Boden mit den Beinen nach oben. Der Wagenlenker fliegt durch die Luft, ist aber auch nur schlecht erhalten. Die vier Wagen werden jeweils von zwei Pferden gezogen. Die Pferde sind farblich differenziert, meist in zwei Rottönen. Nur beim zweiten Wagen ist das im Hintergrund dargestellte Pferd blau gemalt.

## Rechte Wand
Auf der rechten Wand des Grabes sind verschiedene nackte Athleten wiedergegeben. Darstellungen von Athleten sind nicht unüblich in etruskischen Gräbern und stellen wahrscheinlich Spiele zu Ehren der Toten dar. Bemerkenswert ist die Darstellung des Diskuswerfers: Er scheint zu laufen und Schwung zu nehmen, um den Diskus zu werfen. In der griechischen Welt ist dagegen immer aus dem Stand geworfen worden. Die Etrusker scheinen also diese Sportart abgewandelt zu haben. Es folgt die Darstellung zweier Männer: der eine trägt eine hohe Mütze, hat einen langen Bart und ein schwarz-weiß kariertes Gewand. Vielleicht ist hier ein Phersu dargestellt. Vor ihm steht eine stark beschädtigte Figur, deren Haupt vollkommen mit einer Kapuze bedeckt ist. Die Darstellung erinnert an eine vergleichbare und besser erhaltene Szene in der Tomba degli Auguri, wo dieser Mann von einem Hund angegriffen und gebissen wird.

## Allgemeines
Die Dekorationen der Tomba delle Olimpiadi, Tomba degli Auguri, Tomba delle Iscrizioni, Tomba del Morto, Tomba Tarantola und Tomb 5898 sind vielleicht von derselben Werkstatt ausgemalt worden. Die Malereien dieser Gräber zeigen ionischen oder phokäischen Einfluss. Bemerkenswert sind die Inschriften in einigen anderen Gräbern der Gruppe, die sonst in etruskischen Malereien der archaischen Periode nicht belegt sind, sowie die Abwesenheit von Frauen in verschiedenen Gräbern der Gruppe.
Die Malereien im Grab stehen den Malereien in der Tomba degli Auguri in der Qualität etwas nach, doch sind die Darstellungen sehr lebendig und zeigen humoristische Züge. Die einzigen Farben, die genutzt wurden, sind diverse Rot- und Blautöne. Der Sturz eines Streitwagens, wie er auf der linken Wand dargestellt ist, ist auch von einem Grab aus Chiusi bekannt.